# Armin van Buuren/Diskografie
Diese Diskografie ist eine Übersicht über die musikalischen Werke des niederländischen DJs Armin van Buuren. Den Schallplattenauszeichnungen zufolge hat er bisher mehr als 4,3 Millionen Tonträger verkauft, davon alleine in seiner Heimat über 830.000. Seine erfolgreichste Veröffentlichung ist die Single This Is What It Feels Like mit über 1,1 Millionen verkauften Einheiten.

## Alben

### Studioalben
| Jahr | Titel Musiklabel                       | Höchstplatzierung, Gesamtwochen, AuszeichnungChartplatzierungen (Jahr, Titel, Musiklabel, Platzierungen, Wochen, Auszeichnungen, Anmerkungen) | Höchstplatzierung, Gesamtwochen, AuszeichnungChartplatzierungen (Jahr, Titel, Musiklabel, Platzierungen, Wochen, Auszeichnungen, Anmerkungen) | Höchstplatzierung, Gesamtwochen, AuszeichnungChartplatzierungen (Jahr, Titel, Musiklabel, Platzierungen, Wochen, Auszeichnungen, Anmerkungen) | Höchstplatzierung, Gesamtwochen, AuszeichnungChartplatzierungen (Jahr, Titel, Musiklabel, Platzierungen, Wochen, Auszeichnungen, Anmerkungen) | Höchstplatzierung, Gesamtwochen, AuszeichnungChartplatzierungen (Jahr, Titel, Musiklabel, Platzierungen, Wochen, Auszeichnungen, Anmerkungen) | Höchstplatzierung, Gesamtwochen, AuszeichnungChartplatzierungen (Jahr, Titel, Musiklabel, Platzierungen, Wochen, Auszeichnungen, Anmerkungen) | Höchstplatzierung, Gesamtwochen, AuszeichnungChartplatzierungen (Jahr, Titel, Musiklabel, Platzierungen, Wochen, Auszeichnungen, Anmerkungen) | Anmerkungen                                                    |
| Jahr | Titel Musiklabel                       | DE | AT | CH | UK | US | Dance | NL | Anmerkungen                                                    |
| ---- | -------------------------------------- | --- | --- | --- | --- | --- | --- | --- | -------------------------------------------------------------- |
| 2003 | 76 United Recordings                   | — | — | — | — | — | — | NL38 (10 Wo.)NL | Erstveröffentlichung: 17. November 2006                        |
| 2005 | Shivers Armada Music                   | — | — | — | — | — | Dance10 (6 Wo.)Dance | NL23 (8 Wo.)NL | Erstveröffentlichung: 8. August 2005                           |
| 2008 | Imagine Armada Music                   | — | — | — | — | US157 (1 Wo.)US | Dance5 (9 Wo.)Dance | NL1 Gold · (25 Wo.)NL | Erstveröffentlichung: 8. August 2005                           |
| 2010 | Mirage Armada Music                    | DE37 (4 Wo.)DE | AT53 (1 Wo.)AT | — | — | — | Dance5 (6 Wo.)Dance | NL3 Gold · (31 Wo.)NL | Erstveröffentlichung: 19. September 2010                       |
| 2013 | Intense Armada Music, Kontor Records   | DE16 (3 Wo.)DE | AT20 (2 Wo.)AT | CH26 (4 Wo.)CH | UK37 (3 Wo.)UK | US65 (2 Wo.)US | Dance2 (9 Wo.)Dance | NL2 Gold · (76 Wo.)NL | Erstveröffentlichung: 3. Mai 2013                              |
| 2015 | Embrace Armada Music                   | DE73 (1 Wo.)DE | — | CH82 (1 Wo.)CH | — | — | Dance4 (2 Wo.)Dance | NL1 (34 Wo.)NL | Erstveröffentlichung: 29. Oktober 2015                         |
| 2019 | Moons of Jupiter Armada Music          | — | — | — | — | — | — | NL27 (1 Wo.)NL | Erstveröffentlichung: 5. Juli 2019 mit Benno de Goeij als Gaia |
| 2019 | Balance Armada Music                   | DE45 (1 Wo.)DE | AT70 (1 Wo.)AT | CH52 (1 Wo.)CH | — | — | Dance13 (1 Wo.)Dance | NL11 Gold · (9 Wo.)NL | Erstveröffentlichung: 25. Oktober 2019                         |
| 2021 | A State of Trance Forever Armada Music | DE64 (1 Wo.)DE | — | — | — | — | — | NL66 (1 Wo.)NL | Erstveröffentlichung: 3. September 2021                        |
| 2023 | Feel Again Armada Music                | DE77 (1 Wo.)DE | — | — | — | — | — | NL17 (1 Wo.)NL | Erstveröffentlichung: 31. März 2023                            |

### Kompilationen
| Jahr | Titel Musiklabel                                              | Höchstplatzierung, Gesamtwochen, AuszeichnungChartplatzierungen (Jahr, Titel, Musiklabel, Platzierungen, Wochen, Auszeichnungen, Anmerkungen) | Höchstplatzierung, Gesamtwochen, AuszeichnungChartplatzierungen (Jahr, Titel, Musiklabel, Platzierungen, Wochen, Auszeichnungen, Anmerkungen) | Höchstplatzierung, Gesamtwochen, AuszeichnungChartplatzierungen (Jahr, Titel, Musiklabel, Platzierungen, Wochen, Auszeichnungen, Anmerkungen) | Höchstplatzierung, Gesamtwochen, AuszeichnungChartplatzierungen (Jahr, Titel, Musiklabel, Platzierungen, Wochen, Auszeichnungen, Anmerkungen) | Höchstplatzierung, Gesamtwochen, AuszeichnungChartplatzierungen (Jahr, Titel, Musiklabel, Platzierungen, Wochen, Auszeichnungen, Anmerkungen) | Höchstplatzierung, Gesamtwochen, AuszeichnungChartplatzierungen (Jahr, Titel, Musiklabel, Platzierungen, Wochen, Auszeichnungen, Anmerkungen) | Höchstplatzierung, Gesamtwochen, AuszeichnungChartplatzierungen (Jahr, Titel, Musiklabel, Platzierungen, Wochen, Auszeichnungen, Anmerkungen) | Anmerkungen                             |
| Jahr | Titel Musiklabel                                              | DE | AT | CH | UK | US | Dance | NL | Anmerkungen                             |
| ---- | ------------------------------------------------------------- | --- | --- | --- | --- | --- | --- | --- | --------------------------------------- |
| 2009 | 10 Years Armada Music                                         | — | — | — | — | — | Dance20 (3 Wo.)Dance | NL45 (12 Wo.)NL | Erstveröffentlichung: 17. November 2006 |
| 2014 | Armin Anthems – Ultimate Singles Collected Armada Music       | — | — | — | — | — | — | NL5 (18 Wo.)NL | Erstveröffentlichung: 7. November 2014  |
| 2017 | The Best of Armin Only Armada Music                           | — | — | — | — | — | — | NL3 (6 Wo.)NL | Erstveröffentlichung: 12. Mai 2017      |
| 2017 | A State of Trance 800 (The Official Compilation) Armada Music | — | — | — | — | — | — | — | Erstveröffentlichung: 17. Februar 2017  |

### Remixalben
| Jahr | Titel Musiklabel                                | Höchstplatzierung, Gesamtwochen, AuszeichnungChartplatzierungen (Jahr, Titel, Musiklabel, Platzierungen, Wochen, Auszeichnungen, Anmerkungen) | Höchstplatzierung, Gesamtwochen, AuszeichnungChartplatzierungen (Jahr, Titel, Musiklabel, Platzierungen, Wochen, Auszeichnungen, Anmerkungen) | Höchstplatzierung, Gesamtwochen, AuszeichnungChartplatzierungen (Jahr, Titel, Musiklabel, Platzierungen, Wochen, Auszeichnungen, Anmerkungen) | Höchstplatzierung, Gesamtwochen, AuszeichnungChartplatzierungen (Jahr, Titel, Musiklabel, Platzierungen, Wochen, Auszeichnungen, Anmerkungen) | Höchstplatzierung, Gesamtwochen, AuszeichnungChartplatzierungen (Jahr, Titel, Musiklabel, Platzierungen, Wochen, Auszeichnungen, Anmerkungen) | Höchstplatzierung, Gesamtwochen, AuszeichnungChartplatzierungen (Jahr, Titel, Musiklabel, Platzierungen, Wochen, Auszeichnungen, Anmerkungen) | Höchstplatzierung, Gesamtwochen, AuszeichnungChartplatzierungen (Jahr, Titel, Musiklabel, Platzierungen, Wochen, Auszeichnungen, Anmerkungen) | Anmerkungen                            |
| Jahr | Titel Musiklabel                                | DE | AT | CH | UK | US | Dance | NL | Anmerkungen                            |
| ---- | ----------------------------------------------- | --- | --- | --- | --- | --- | --- | --- | -------------------------------------- |
| 2009 | Imagine – The Remixes Armada Music              | — | — | — | — | — | Dance22 (1 Wo.)Dance | NL49 (12 Wo.)NL | Erstveröffentlichung: 17. Februar 2009 |
| 2011 | Mirage – The Remixes Armada Music               | — | — | — | — | — | — | NL11 (9 Wo.)NL | Erstveröffentlichung: 17. Juni 2011    |
| 2013 | Intense – The More Intense Edition Armada Music | — | — | — | — | — | — | — | Erstveröffentlichung: 3. Mai 2013      |
| 2016 | Club Embrace Armada Music                       | — | — | — | — | — | Dance14 (1 Wo.)Dance | NL22 (2 Wo.)NL | Erstveröffentlichung: 21. Oktober 2016 |
| 2020 | Balance (Remixes) Armada Music                  | — | — | — | — | — | — | — | Erstveröffentlichung: 20. März 2020    |
| 2020 | Relaxed Armada Music                            | — | — | — | — | — | — | — | Erstveröffentlichung: 29. Mai 2020     |

### Soundtracks
| Jahr | Titel                        | Höchstplatzierung, Gesamtwochen, AuszeichnungChartplatzierungen (Jahr, Titel, Platzierungen, Wochen, Auszeichnungen, Anmerkungen) | Höchstplatzierung, Gesamtwochen, AuszeichnungChartplatzierungen (Jahr, Titel, Platzierungen, Wochen, Auszeichnungen, Anmerkungen) | Höchstplatzierung, Gesamtwochen, AuszeichnungChartplatzierungen (Jahr, Titel, Platzierungen, Wochen, Auszeichnungen, Anmerkungen) | Höchstplatzierung, Gesamtwochen, AuszeichnungChartplatzierungen (Jahr, Titel, Platzierungen, Wochen, Auszeichnungen, Anmerkungen) | Höchstplatzierung, Gesamtwochen, AuszeichnungChartplatzierungen (Jahr, Titel, Platzierungen, Wochen, Auszeichnungen, Anmerkungen) | Höchstplatzierung, Gesamtwochen, AuszeichnungChartplatzierungen (Jahr, Titel, Platzierungen, Wochen, Auszeichnungen, Anmerkungen) | Höchstplatzierung, Gesamtwochen, AuszeichnungChartplatzierungen (Jahr, Titel, Platzierungen, Wochen, Auszeichnungen, Anmerkungen) | Anmerkungen                                                                   |
| Jahr | Titel                        | DE | AT | CH | UK | US | Dance | NL | Anmerkungen                                                                   |
| ---- | ---------------------------- | --- | --- | --- | --- | --- | --- | --- | ----------------------------------------------------------------------------- |
| 2012 | A Year with Armin van Buuren | — | — | — | — | — | — | NL33 (2 Wo.)NL | Erstveröffentlichung: Oktober 2012 Soundtrack zur gleichnamigen Dokumentation |

### EPs
| Jahr | Titel          | Höchstplatzierung, Gesamtwochen, AuszeichnungChartplatzierungen (Jahr, Titel, Platzierungen, Wochen, Auszeichnungen, Anmerkungen) | Höchstplatzierung, Gesamtwochen, AuszeichnungChartplatzierungen (Jahr, Titel, Platzierungen, Wochen, Auszeichnungen, Anmerkungen) | Höchstplatzierung, Gesamtwochen, AuszeichnungChartplatzierungen (Jahr, Titel, Platzierungen, Wochen, Auszeichnungen, Anmerkungen) | Höchstplatzierung, Gesamtwochen, AuszeichnungChartplatzierungen (Jahr, Titel, Platzierungen, Wochen, Auszeichnungen, Anmerkungen) | Höchstplatzierung, Gesamtwochen, AuszeichnungChartplatzierungen (Jahr, Titel, Platzierungen, Wochen, Auszeichnungen, Anmerkungen) | Höchstplatzierung, Gesamtwochen, AuszeichnungChartplatzierungen (Jahr, Titel, Platzierungen, Wochen, Auszeichnungen, Anmerkungen) | Höchstplatzierung, Gesamtwochen, AuszeichnungChartplatzierungen (Jahr, Titel, Platzierungen, Wochen, Auszeichnungen, Anmerkungen) | Anmerkungen                           |
| Jahr | Titel          | DE | AT | CH | UK | US | Dance | NL | Anmerkungen                           |
| ---- | -------------- | --- | --- | --- | --- | --- | --- | --- | ------------------------------------- |
| 2000 | Touch Me       | — | — | — | — | — | — | — | Erstveröffentlichung: 31. Januar 2000 |
| 2016 | Old Skool      | — | — | — | — | — | — | NL8 (4 Wo.)NL | Erstveröffentlichung: 4. August 2016  |
| 2018 | Blah Blah Blah | — | — | — | — | — | — | — | Erstveröffentlichung: 8. Juni 2018    |
| 2019 | Trilogy        | — | — | — | — | — | — | — | Erstveröffentlichung: 12. April 2019  |

grau schraffiert: keine Chartdaten aus diesem Jahr verfügbar

### Mix-CDs
| Jahr                                 | Titel                                                       | Höchstplatzierung, Gesamtwochen, AuszeichnungChartplatzierungen (Jahr, Titel, Platzierungen, Wochen, Auszeichnungen, Anmerkungen) | Höchstplatzierung, Gesamtwochen, AuszeichnungChartplatzierungen (Jahr, Titel, Platzierungen, Wochen, Auszeichnungen, Anmerkungen) | Höchstplatzierung, Gesamtwochen, AuszeichnungChartplatzierungen (Jahr, Titel, Platzierungen, Wochen, Auszeichnungen, Anmerkungen) | Höchstplatzierung, Gesamtwochen, AuszeichnungChartplatzierungen (Jahr, Titel, Platzierungen, Wochen, Auszeichnungen, Anmerkungen) | Höchstplatzierung, Gesamtwochen, AuszeichnungChartplatzierungen (Jahr, Titel, Platzierungen, Wochen, Auszeichnungen, Anmerkungen) | Höchstplatzierung, Gesamtwochen, AuszeichnungChartplatzierungen (Jahr, Titel, Platzierungen, Wochen, Auszeichnungen, Anmerkungen) | Höchstplatzierung, Gesamtwochen, AuszeichnungChartplatzierungen (Jahr, Titel, Platzierungen, Wochen, Auszeichnungen, Anmerkungen) | Anmerkungen                              |
| Jahr                                 | Titel                                                       | DE | AT | CH | UK | US | Dance | NL | Anmerkungen                              |
| ------------------------------------ | ----------------------------------------------------------- | --- | --- | --- | --- | --- | --- | --- | ---------------------------------------- |
| Armin van Buuren                     |                                                             | | | | | | | |                                          |
|                                      |                                                             | | | | | | | |                                          |
| 2000                                 | Armin van Buuren 001 – A State of Trance                    | — | — | — | — | — | — | NL26* (2 Wo.)NL | Erstveröffentlichung: 17. Juli 2000      |
| 2001                                 | Armin van Buuren 002 – Basic Instinct                       | — | — | — | — | — | — | NL18* (3 Wo.)NL | Erstveröffentlichung: 22. Januar 2001    |
| 2001                                 | Armin van Buuren 003 – In Motion                            | — | — | — | — | — | — | NL27* (3 Wo.)NL | Erstveröffentlichung: 2001               |
| 2002                                 | Armin van Buuren 004 – Transparance                         | — | — | — | — | — | — | NL24* (1 Wo.)NL | Erstveröffentlichung: 22. Juni 2002      |
| A State of Trance                    |                                                             | | | | | | | |                                          |
|                                      |                                                             | | | | | | | |                                          |
| 2004                                 | A State of Trance 2004                                      | — | — | — | UK43* (3 Wo.)UK | — | Dance21 (3 Wo.)Dance | NL9* (10 Wo.)NL | Erstveröffentlichung: 23. März 2004      |
| 2005                                 | A State of Trance 2005                                      | — | — | — | — | — | Dance15 (7 Wo.)Dance | NL6* (9 Wo.)NL | Erstveröffentlichung: 21. März 2005      |
| 2006                                 | A State of Trance 2006                                      | — | — | — | UK52* (4 Wo.)UK | — | Dance12 (8 Wo.)Dance | NL3* (11 Wo.)NL | Erstveröffentlichung: 12. Mai 2006       |
| 2007                                 | A State of Trance 2007                                      | — | — | — | UK42* (4 Wo.)UK | — | Dance9 (13 Wo.)Dance | NL5* (13 Wo.)NL | Erstveröffentlichung: 10. Oktober 2007   |
| 2008                                 | A State of Trance 2008                                      | — | — | — | UK45* (2 Wo.)UK | — | Dance5 (14 Wo.)Dance | NL3* (15 Wo.)NL | Erstveröffentlichung: 10. Oktober 2008   |
| 2009                                 | A State of Trance 2009                                      | DE27* (1 Wo.)DE | — | — | UK56* (4 Wo.)UK | — | Dance17 (3 Wo.)Dance | NL3* (24 Wo.)NL | Erstveröffentlichung: 12. Juni 2009      |
| 2010                                 | A State of Trance 2010                                      | DE14* (4 Wo.)DE | — | — | UK49* (3 Wo.)UK | — | Dance11 (3 Wo.)Dance | NL3* (42 Wo.)NL | Erstveröffentlichung: 9. April 2010      |
| 2011                                 | A State of Trance 2011                                      | DE13* (2 Wo.)DE | — | CH14* (3 Wo.)CH | UK35* (5 Wo.)UK | — | Dance10 (4 Wo.)Dance | NL1* (33 Wo.)NL | Erstveröffentlichung: 18. März 2011      |
| 2012                                 | A State of Trance 2012                                      | DE15* (2 Wo.)DE | — | — | UK40* (3 Wo.)UK | — | Dance12 (2 Wo.)Dance | NL2* (30 Wo.)NL | Erstveröffentlichung: 16. März 2012      |
| 2013                                 | A State of Trance 2013                                      | DE12* (3 Wo.)DE | — | CH16* (1 Wo.)CH | UK49* (3 Wo.)UK | — | Dance11 (2 Wo.)Dance | NL2* (35 Wo.)NL | Erstveröffentlichung: 15. Februar 2013   |
| 2014                                 | A State of Trance 2014                                      | DE17* (2 Wo.)DE | AT64 (1 Wo.)AT | CH10* (2 Wo.)CH | UK25* (5 Wo.)UK | — | Dance9 (3 Wo.)Dance | NL1* (26 Wo.)NL | Erstveröffentlichung: 28. März 2014      |
| 2015                                 | A State of Trance 2015                                      | DE18* (2 Wo.)DE | — | CH9* (3 Wo.)CH | UK66* (3 Wo.)UK | — | Dance5 (2 Wo.)Dance | NL2* (23 Wo.)NL | Erstveröffentlichung: 27. März 2015      |
| 2016                                 | A State of Trance 2016                                      | DE10* (2 Wo.)DE | AT14* (1 Wo.)AT | CH9* (4 Wo.)CH | UK35* (1 Wo.)UK | — | Dance5 (4 Wo.)Dance | NL2* (19 Wo.)NL | Erstveröffentlichung: 6. Mai 2016        |
| 2017                                 | A State of Trance 2017                                      | DE12* (1 Wo.)DE | — | CH8* (2 Wo.)CH | UK55* (1 Wo.)UK | — | — | NL1* (23 Wo.)NL | Erstveröffentlichung: 21. April 2017     |
| 2018                                 | A State of Trance 2018                                      | DE6* (3 Wo.)DE | AT14* (1 Wo.)AT | — | UK82* (2 Wo.)UK | — | — | NL2* (18 Wo.)NL | Erstveröffentlichung: 27. April 2018     |
| 2019                                 | A State of Trance 2019                                      | DE9* (6 Wo.)DE | AT14* (1 Wo.)AT | CH8* (2 Wo.)CH | UK58* (2 Wo.)UK | — | — | NL2* (21 Wo.)NL | Erstveröffentlichung: 3. Mai 2019        |
| A State of Trance Year Mix (Megamix) |                                                             | | | | | | | |                                          |
|                                      |                                                             | | | | | | | |                                          |
| 2005                                 | A State of Trance Year Mix 2005                             | — | — | — | UK60* (4 Wo.)UK | — | — | NL10* (17 Wo.)NL | Erstveröffentlichung: 23. Dezember 2005  |
| 2006                                 | A State of Trance Year Mix 2006                             | — | — | — | UK56* (2 Wo.)UK | — | — | NL14* (8 Wo.)NL | Erstveröffentlichung: 15. Dezember 2006  |
| 2007                                 | A State of Trance Year Mix 2007                             | — | — | — | UK75* (1 Wo.)UK | — | — | NL12* (7 Wo.)NL | Erstveröffentlichung: 18. Januar 2008    |
| 2008                                 | A State of Trance Year Mix 2008                             | — | — | — | — | — | — | NL10* (9 Wo.)NL | Erstveröffentlichung: 19. Dezember 2008  |
| 2009                                 | A State of Trance Year Mix 2009                             | — | — | — | — | — | — | NL12* (13 Wo.)NL | Erstveröffentlichung: 18. Dezember 2009  |
| 2010                                 | A State of Trance Year Mix 2010                             | — | — | — | — | — | — | NL6* (13 Wo.)NL | Erstveröffentlichung: 17. Dezember 2010  |
| 2011                                 | A State of Trance Year Mix 2011                             | DE21* (1 Wo.)DE | — | — | — | — | — | NL2* (15 Wo.)NL | Erstveröffentlichung: 30. Dezember 2011  |
| 2013                                 | A State of Trance Year Mix 2012                             | — | — | — | — | — | — | NL5* (16 Wo.)NL | Erstveröffentlichung: 11. Januar 2013    |
| 2013                                 | A State of Trance Year Mix 2009–2012                        | — | — | — | — | — | — | NL15* (1 Wo.)NL | Erstveröffentlichung: 23. August 2013    |
| 2014                                 | A State of Trance Year Mix 2013                             | DE23* (1 Wo.)DE | — | — | — | — | Dance21 (1 Wo.)Dance | NL5* (11 Wo.)NL | Erstveröffentlichung: 10. Januar 2014    |
| 2014                                 | A State of Trance Year Mix 2004                             | — | — | — | — | — | — | NL21* (1 Wo.)NL | Erstveröffentlichung: 29. August 2014    |
| 2014                                 | A State of Trance Year Mix 2004–2013                        | — | — | — | — | — | — | NL9* (2 Wo.)NL | Erstveröffentlichung: Oktober 2014       |
| 2014                                 | A State of Trance Year Mix 2014                             | — | — | — | — | — | — | NL5* (14 Wo.)NL | Erstveröffentlichung: 23. Dezember 2014  |
| 2015                                 | A State of Trance Year Mix 2015                             | — | — | — | — | — | Dance22 (1 Wo.)Dance | NL4* (12 Wo.)NL | Erstveröffentlichung: 17. Dezember 2015  |
| 2016                                 | A State of Trance Year Mix 2016                             | — | — | — | — | — | Dance9 (2 Wo.)Dance | NL10* (9 Wo.)NL | Erstveröffentlichung: 16. Dezember 2016  |
| 2017                                 | A State of Trance Year Mix 2017                             | DE30* (1 Wo.)DE | — | — | — | — | — | NL4* (17 Wo.)NL | Erstveröffentlichung: 15. Dezember 2017  |
| 2018                                 | A State of Trance Year Mix 2018                             | — | — | CH15* (1 Wo.)CH | UK97* (1 Wo.)UK | — | Dance7 (1 Wo.)Dance | NL4* (17 Wo.)NL | Erstveröffentlichung: 14. Dezember 2018  |
| A State of Trance Ibiza              |                                                             | | | | | | | |                                          |
|                                      |                                                             | | | | | | | |                                          |
| 2014                                 | A State of Trance Ibiza 2014 at Ushuaïa                     | DE20* (2 Wo.)DE | — | CH13* (4 Wo.)CH | UK73* (2 Wo.)UK | — | Dance16 (1 Wo.)Dance | NL2* (12 Wo.)NL | Erstveröffentlichung: 12. September 2014 |
| 2015                                 | A State of Trance Ibiza 2015 at Ushuaïa                     | DE25* (1 Wo.)DE | — | — | UK75* (1 Wo.)UK | — | Dance15 (1 Wo.)Dance | NL3* (13 Wo.)NL | Erstveröffentlichung: 21. August 2015    |
| 2016                                 | A State of Trance Ibiza 2016                                | DE23* (1 Wo.)DE | — | — | UK92* (1 Wo.)UK | — | Dance12 (2 Wo.)Dance | NL3* (10 Wo.)NL | Erstveröffentlichung: 19. August 2016    |
| 2017                                 | A State of Trance Ibiza 2017                                | DE17* (3 Wo.)DE | — | CH17* (1 Wo.)CH | — | — | — | NL2* (12 Wo.)NL | Erstveröffentlichung: 1. September 2017  |
| 2018                                 | A State of Trance Ibiza 2018                                | — | — | CH11* (1 Wo.)CH | — | — | — | NL1* (12 Wo.)NL | Erstveröffentlichung: 10. August 2018    |
| 2019                                 | A State of Trance Ibiza 2019                                | DE18* (1 Wo.)DE | — | — | — | — | — | NL3* (9 Wo.)NL | Erstveröffentlichung: 16. August 2019    |
| A State of Trance Radio              |                                                             | | | | | | | |                                          |
|                                      |                                                             | | | | | | | |                                          |
| 2011                                 | A State of Trance Radio Top 15 – March / April 2011         | — | — | — | — | — | — | NL20* (1 Wo.)NL | Erstveröffentlichung: März 2011          |
| 2011                                 | A State of Trance Radio Top 20 – October 2011               | — | — | — | — | — | — | NL21* (1 Wo.)NL | Erstveröffentlichung: Oktober 2011       |
| 2011                                 | A State of Trance Radio Top 20 – 2011                       | — | — | — | — | — | — | NL17* (1 Wo.)NL | Erstveröffentlichung: Dezember 2011      |
| 2012                                 | A State of Trance Radio Top 20 – January 2012               | — | — | — | — | — | — | NL16* (2 Wo.)NL | Erstveröffentlichung: Januar 2012        |
| 2013                                 | A State of Trance Radio Top 20 – April / May / June 2013    | — | — | — | — | — | — | NL18* (2 Wo.)NL | Erstveröffentlichung: April 2013         |
| 2013                                 | A State of Trance Radio Top 20 – August 2013                | — | — | — | — | — | — | NL12* (1 Wo.)NL | Erstveröffentlichung: August 2013        |
| 2013                                 | A State of Trance Radio Top 20 – December 2013              | — | — | — | — | — | — | NL21* (5 Wo.)NL | Erstveröffentlichung: Dezember 2013      |
| 2015                                 | A State of Trance Radio Top 20 – April / May 2015           | — | — | — | — | — | — | NL18* (2 Wo.)NL | Erstveröffentlichung: April 2015         |
| 2015                                 | A State of Trance Radio Top 20 – July 2015                  | — | — | — | — | — | — | NL21* (1 Wo.)NL | Erstveröffentlichung: Juli 2015          |
| 2016                                 | A State of Trance Radio Top 20 – January 2016               | — | — | — | — | — | Dance24 (1 Wo.)Dance | — | Erstveröffentlichung: Januar 2016        |
| 2017                                 | A State of Trance Radio Top 20 – January / February 2017    | — | — | — | — | — | — | NL22* (1 Wo.)NL | Erstveröffentlichung: 13. Januar 2017    |
| 2017                                 | A State of Trance Radio Top 20 – March 2017                 | — | — | — | — | — | — | NL9* (1 Wo.)NL | Erstveröffentlichung: 10. März 2017      |
| 2018                                 | A State of Trance Radio Top 20 – May 2018                   | — | — | — | — | — | — | NL30* (1 Wo.)NL | Erstveröffentlichung: 25. Mai 2018       |
| 2018                                 | A State of Trance Radio Top 20 – October 2018 (ADE Special) | — | — | — | — | — | — | NL30* (1 Wo.)NL | Erstveröffentlichung: 19. Oktober 2018   |
| 2018                                 | A State of Trance Radio Top 20 – January 2019               | — | — | — | — | — | — | NL27* (1 Wo.)NL | Erstveröffentlichung: 11. Januar 2019    |
| Universal Religion                   |                                                             | | | | | | | |                                          |
|                                      |                                                             | | | | | | | |                                          |
| 2007                                 | Universal Religion Chapter 3                                | — | — | — | UK73* (2 Wo.)UK | — | Dance4 (13 Wo.)Dance | NL10* (10 Wo.)NL | Erstveröffentlichung: 19. Oktober 2007   |
| 2009                                 | Universal Religion Chapter 4                                | — | — | — | — | — | — | NL6* (7 Wo.)NL | Erstveröffentlichung: 2. Oktober 2009    |
| 2011                                 | Universal Religion Chapter 5                                | — | — | — | UK50* (1 Wo.)UK | — | Dance16 (2 Wo.)Dance | NL2* (13 Wo.)NL | Erstveröffentlichung: 7. Oktober 2011    |
| 2012                                 | Universal Religion Chapter 6                                | DE17* (1 Wo.)DE | — | — | — | — | Dance24 (2 Wo.)Dance | NL2* (11 Wo.)NL | Erstveröffentlichung: 14. September 2012 |
| 2013                                 | Universal Religion Chapter 7                                | DE16* (1 Wo.)DE | — | — | UK68* (2 Wo.)UK | — | — | NL2* (13 Wo.)NL | Erstveröffentlichung: 13. September 2013 |
| Kompilationen ohne Serienbezug       |                                                             | | | | | | | |                                          |
|                                      |                                                             | | | | | | | |                                          |
| 2010                                 | WK 2010 Museumplein                                         | — | — | — | — | — | — | NL14* (4 Wo.)NL | Erstveröffentlichung: Juli 2010          |
| 2011                                 | Armin Only – Mirage the Music                               | — | — | — | UK63* (1 Wo.)UK | — | — | NL9* (2 Wo.)NL | Erstveröffentlichung: Januar 2011        |
| 2014                                 | Armin Only – Intense the Music                              | — | — | — | — | — | — | NL15* (3 Wo.)NL | Erstveröffentlichung: Dezember 2014      |
| 2016                                 | I’m in a State of Trance – 15 Years                         | — | — | — | — | — | — | NL2* (9 Wo.)NL | Erstveröffentlichung: 30. September 2016 |

grau schraffiert: keine Chartdaten aus diesem Jahr verfügbar
*: Chartplatzierung erfolgte in den Kompilationcharts
Weitere Mix-CDs
- 1999: United
- 1999: Artist Profile Series 4 – Boundaries of Imagination
- 2000: TranceMatch – System F vs Armin (zusammen mit System F)
- 2003: Universal Religion – Chapter One
- 2004: Big Room Trance (CD in der Ausgabe April 2004 des Magazins Mixmag erschienen)
- 2005: Deejay No. 1 (CD in der Ausgabe 91 des spanischen Magazins Deejay Magazine erschienen)
- 2004: Universal Religion 2004 (Live von Armada im Amnesia (Ibiza, Spanien) aufgenommen)

## Singles
| Jahr | Titel Album                                                                                 | Höchstplatzierung, Gesamtwochen, AuszeichnungChartplatzierungen (Jahr, Titel, Album, Platzierungen, Wochen, Auszeichnungen, Anmerkungen) | Höchstplatzierung, Gesamtwochen, AuszeichnungChartplatzierungen (Jahr, Titel, Album, Platzierungen, Wochen, Auszeichnungen, Anmerkungen) | Höchstplatzierung, Gesamtwochen, AuszeichnungChartplatzierungen (Jahr, Titel, Album, Platzierungen, Wochen, Auszeichnungen, Anmerkungen) | Höchstplatzierung, Gesamtwochen, AuszeichnungChartplatzierungen (Jahr, Titel, Album, Platzierungen, Wochen, Auszeichnungen, Anmerkungen) | Höchstplatzierung, Gesamtwochen, AuszeichnungChartplatzierungen (Jahr, Titel, Album, Platzierungen, Wochen, Auszeichnungen, Anmerkungen) | Höchstplatzierung, Gesamtwochen, AuszeichnungChartplatzierungen (Jahr, Titel, Album, Platzierungen, Wochen, Auszeichnungen, Anmerkungen) | Anmerkungen | [↑]: gemeinsam behandelt mit vorhergehendem Eintrag; [←]: in beiden Charts platziert |
| Jahr | Titel Album                                                                                 | DE | AT | CH | UK | US | NL | Anmerkungen |                                                                                      |
| ---- | ------------------------------------------------------------------------------------------- | --- | --- | --- | --- | --- | --- | --- | ------------------------------------------------------------------------------------ |
| 1996 | Push –                                                                                      | — | — | — | — | — | — | Erstveröffentlichung: 8. März 1996 als Armin |                                                                                      |
| 1996 | Check Out Your Mind –                                                                       | — | — | — | — | — | — | Erstveröffentlichung: 10. Juni 1996 als Armin |                                                                                      |
| 1997 | Blue Fear –                                                                                 | — | — | — | UK45 (2 Wo.)UK | — | — | Erstveröffentlichung: 11. April 1997 als Armin |                                                                                      |
| 1997 | Why You Wanna Hurt Me –                                                                     | — | — | — | — | — | — | Erstveröffentlichung: 28. Juli 1997 als Gimmick |                                                                                      |
| 1998 | Wicked –                                                                                    | — | — | — | — | — | — | Erstveröffentlichung: 9. Januar 1998 als The Shoeshine Factory |                                                                                      |
| 1998 | Self Control –                                                                              | — | — | — | — | — | — | Erstveröffentlichung: 30. Januar 1998 als Problem Boy |                                                                                      |
| 1998 | Raw –                                                                                       | — | — | — | — | — | — | Erstveröffentlichung: 23. Februar 1998 als Hyperdrive Inc. |                                                                                      |
| 1999 | Virgo –                                                                                     | — | — | — | — | — | — | Erstveröffentlichung: 29. Mai 1999 als Armin |                                                                                      |
| 1999 | Lost Soul Societ –                                                                          | — | — | — | — | — | — | Erstveröffentlichung: 1. Juni 1999 als Armin |                                                                                      |
| 1999 | Communication 76                                                                            | — | — | — | UK18 (3 Wo.)UK | — | — | Erstveröffentlichung: 19. Juli 1999 als Armin; Vocals by Carmen |                                                                                      |
| 1999 | Future Fun Land –                                                                           | — | — | — | — | — | — | Erstveröffentlichung: 15. Oktober 1999 als Perpetuous Dreamer |                                                                                      |
| 2000 | Communication Part 2 76                                                                     | — | — | — | — | — | — | Erstveröffentlichung: 17. März 2000 als Armin |                                                                                      |
| 2000 | Free –                                                                                      | — | — | — | — | — | — | Erstveröffentlichung: 23. Juni 2000 als Gimmick |                                                                                      |
| 2000 | Sunburn 76                                                                                  | — | — | — | — | — | — | Erstveröffentlichung: 15. September 2000 |                                                                                      |
| 2001 | Touch Me 10 Years                                                                           | — | — | — | — | — | — | Erstveröffentlichung: 7. März 2001 als Rising Star |                                                                                      |
| 2001 | The Sound of Goodbye –                                                                      | DE52 (9 Wo.)DE | — | — | — | — | NL26 (5 Wo.)NL | Erstveröffentlichung: 10. September 2001 als Perpetuous Dreamer; Vocals by Elles de Graaf                                                                                     |                                                                                      |
| 2001 | 4 Elements 10 Years                                                                         | — | — | — | — | — | — | Erstveröffentlichung: 9. November 2001 als Gaia |                                                                                      |
| 2002 | Yet Another Day 76                                                                          | — | — | — | UK70 (2 Wo.)UK | — | NL27 (4 Wo.)NL | Erstveröffentlichung: 8. Februar 2002 Remix von Ray Wilsons Another Day |                                                                                      |
| 2002 | Dust.wav 10 Years                                                                           | — | — | — | — | — | — | Erstveröffentlichung: 25. März 2002 als Perpetuous Dreamer; Vocals by Elles de Graaf                                                                                          |                                                                                      |
| 2002 | Clear Blue Moon 10 Years                                                                    | — | — | — | — | — | — | Erstveröffentlichung: 11. Mai 2002 als Rising Star |                                                                                      |
| 2002 | Star Theme 10 Years                                                                         | — | — | — | — | — | — | Erstveröffentlichung: 16. August 2002 als Rising Star |                                                                                      |
| 2002 | Sunspot –                                                                                   | — | — | — | — | — | — | Erstveröffentlichung: 18. Oktober 2002 als Rising Star mit Airwave |                                                                                      |
| 2003 | Burned with Desire 76                                                                       | — | — | — | UK45 (2 Wo.)UK | — | — | Erstveröffentlichung: 23. Dezember 2003 Vocals by Justine Suissa |                                                                                      |
| 2004 | Blue Fear 2004 76                                                                           | — | — | — | UK52 (2 Wo.)UK | — | — | Erstveröffentlichung: 9. August 2004 |                                                                                      |
| 2004 | Intruder 10 Years                                                                           | — | — | — | — | — | — | Erstveröffentlichung: 30. August 2004 als Armin mit M.I.K.E. |                                                                                      |
| 2004 | Pound 10 Years                                                                              | — | — | — | — | — | — | Erstveröffentlichung: 6. September 2004 als Armin mit M.I.K.E. |                                                                                      |
| 2005 | Birth of an Angel –                                                                         | — | — | — | — | — | — | Erstveröffentlichung: 11. April 2005 Instrumentalversion von Shivers |                                                                                      |
| 2005 | Shivers                                                                                     | — | — | — | UK72 (1 Wo.)UK | — | NL25 (8 Wo.)NL | Erstveröffentlichung: 15. Juni 2005 Vocals by Susana |                                                                                      |
| 2005 | Serenity Shivers                                                                            | — | — | —[UK: ↑] | UK72 (1 Wo.)UK | — | NL11 (10 Wo.)NL | Erstveröffentlichung: 20. Juni 2005 mit Jan Vayne; Sensation White Anthem 2005                                                                                                |                                                                                      |
| 2006 | Sail –                                                                                      | — | — | — | — | — | NL24 (5 Wo.)NL | Erstveröffentlichung: 20. März 2006 |                                                                                      |
| 2006 | Love You More –                                                                             | — | — | — | — | — | NL24 (5 Wo.)NL | Erstveröffentlichung: September 2006 |                                                                                      |
| 2006 | Saturday Night –                                                                            | — | — | — | — | — | NL35 (4 Wo.)NL | Erstveröffentlichung: 30. Oktober 2006 Vocals by Herman Brood |                                                                                      |
| 2006 | Love You More 10 Years                                                                      | — | — | — | — | — | NL35 (4 Wo.)NL | Erstveröffentlichung: 13. November 2006 Vocals by Racoon |                                                                                      |
| 2007 | This World Is Watching Me –                                                                 | — | — | — | — | — | NL26 (4 Wo.)NL | Erstveröffentlichung: 16. März 2007 mit Rank 1 & Kush |                                                                                      |
| 2007 | Rush Hour –                                                                                 | — | — | — | — | — | NL31 (4 Wo.)NL | Erstveröffentlichung: 27. Juli 2007 Offizielles Lied der UEFA Under 21 European Championship                                                                                  |                                                                                      |
| 2007 | The Sound of Goodbye 2007 –                                                                 | — | — | — | — | — | NL27 (5 Wo.)NL | Erstveröffentlichung: November 2007 |                                                                                      |
| 2008 | If You Should Go Imagine                                                                    | — | — | — | — | — | — | Erstveröffentlichung: 18. April 2008 Vocals by Susana |                                                                                      |
| 2008 | Going Wrong Imagine                                                                         | — | — | — | — | — | NL22 (4 Wo.)NL | Erstveröffentlichung: 16. Mai 2008 mit DJ Shah; Vocals Chris Jones |                                                                                      |
| 2008 | In and Out of Love Imagine                                                                  | — | — | — | — | — | NL10 (11 Wo.)NL | Erstveröffentlichung: 7. November 2008 Vocals Sharon den Adel |                                                                                      |
| 2009 | Unforgivable Imagine                                                                        | — | — | — | — | — | — | Erstveröffentlichung: 12. April 2009 Vocals by Jaren |                                                                                      |
| 2009 | Fine Without You Imagine                                                                    | — | — | — | — | — | — | Erstveröffentlichung: 8. Juni 2009 Vocals by Jennifer Rene |                                                                                      |
| 2009 | Never Say Never Imagine                                                                     | — | — | — | — | — | NL21 (6 Wo.)NL | Erstveröffentlichung: 31. Juli 2009 Vocals Jacqueline Govaert |                                                                                      |
| 2009 | Tuvan A State of Trance 2009                                                                | — | — | — | — | — | NL21 (6 Wo.)NL | Erstveröffentlichung: 21. September 2009 als Gaia |                                                                                      |
| 2009 | Broken Tonight –                                                                            | — | — | — | — | — | NL33 (3 Wo.)NL | Erstveröffentlichung: 20. November 2009 Vocals Roel van Velzen |                                                                                      |
| 2010 | Aisha A State of Trance 2010                                                                | — | — | — | — | — | — | Erstveröffentlichung: 5. April 2010 als Gaia |                                                                                      |
| 2010 | Full Focus Mirage                                                                           | — | — | — | — | — | NL28 (6 Wo.)NL | Erstveröffentlichung: 24. Juli 2010 |                                                                                      |
| 2010 | Not Giving Up on Love Mirage                                                                | — | — | — | — | — | NL13 (10 Wo.)NL | Erstveröffentlichung: 20. August 2010 Vocals Sophie Ellis-Bextor |                                                                                      |
| 2010 | Remember Love –                                                                             | — | — | — | — | — | — | Erstveröffentlichung: 24. September 2010 als DJ’s United (Armin van Buuren, Paul van Dyk, Paul Oakenfold); Charity-Single zugunsten der Opfer der Loveparade 2010 in Duisburg |                                                                                      |
| 2010 | This Light Between Us Mirage                                                                | — | — | — | — | — | — | Erstveröffentlichung: 12. Oktober 2010 Vocals by Christian Burns |                                                                                      |
| 2011 | Drowning Mirage                                                                             | — | — | — | — | — | NL31 (4 Wo.)NL | Erstveröffentlichung: 12. März 2011 Vocals by Ana Criado |                                                                                      |
| 2011 | Status Excessus D (ASOT 500 Anthem) A State of Trance 2011                                  | — | — | — | — | — | — | Erstveröffentlichung: 4. April 2011 als Gaia; Official ASOT 500 Anthem |                                                                                      |
| 2011 | Brute WKND                                                                                  | — | — | — | — | — | — | Erstveröffentlichung: 19. August 2011 vs. Ferry Corsten |                                                                                      |
| 2011 | Feel So Good Mirage                                                                         | — | — | — | — | — | — | Erstveröffentlichung: 4. Juli 2011 Vocals by Nadia Ali |                                                                                      |
| 2011 | Stellar Universal Religion Chapter 5                                                        | — | — | — | — | — | — | Erstveröffentlichung: 14. November 2011 als Gaia |                                                                                      |
| 2011 | Youtopia Mirage                                                                             | — | — | — | — | — | NL27 (5 Wo.)NL | Erstveröffentlichung: 13. Dezember 2011 Vocals by Adam Young |                                                                                      |
| 2011 | Nova Zembla (Armin Van Buuren Remix) –                                                      | — | — | — | — | — | NL23 (4 Wo.)NL | Erstveröffentlichung: 23. Dezember 2011 mit Wiegel Meirmans Snitker |                                                                                      |
| 2012 | Orbion Mirage                                                                               | — | — | — | — | — | — | Erstveröffentlichung: 13. Februar 2012 Vocals by Justine Suissa |                                                                                      |
| 2012 | J’ai Envie de Toi A State of Trance 2012                                                    | — | — | — | — | — | — | Erstveröffentlichung: 5. März 2012 als Gaia |                                                                                      |
| 2012 | Belter A State of Trance 2012                                                               | — | — | — | — | — | — | Erstveröffentlichung: 26. März 2012 mit Ørjan Nilsen |                                                                                      |
| 2012 | We Are Here to Make Some Noise –                                                            | — | — | — | — | — | NL23 (7 Wo.)NL | Erstveröffentlichung: 9. Mai 2012 |                                                                                      |
| 2012 | Suddenly Summer A State of Trance 2012                                                      | — | — | — | — | — | — | Erstveröffentlichung: 18. Juni 2012 Vocals by Ana Criado |                                                                                      |
| 2012 | Free of War –                                                                               | — | — | — | — | — | — | Erstveröffentlichung: 14. August 2012 mit Kirsty |                                                                                      |
| 2012 | I’ll Listen Universal Religion Chapter 6                                                    | — | — | — | — | — | — | Erstveröffentlichung: 18. Oktober 2012 mit Ana Criado |                                                                                      |
| 2013 | Waiting for the Night Intense                                                               | — | — | — | — | — | NL23 (10 Wo.)NL | Erstveröffentlichung: 21. Januar 2013 mit Fiora |                                                                                      |
| 2013 | Humming the Lights Intense                                                                  | — | — | — | — | — | — | Erstveröffentlichung: 14. Februar 2013 als Gaia |                                                                                      |
| 2013 | Nehalennia A State of Trance 2013                                                           | — | — | — | — | — | — | Erstveröffentlichung: 25. Februar 2013 mit Arty |                                                                                      |
| 2013 | D# Fat A State of Trance 2013                                                               | — | — | — | — | — | — | Erstveröffentlichung: 12. April 2013 mit W&W |                                                                                      |
| 2013 | This Is What It Feels Like Intense                                                          | DE42 Gold · (19 Wo.)DE | AT7 (28 Wo.)AT | CH15 (20 Wo.)CH | UK6 Platin · (19 Wo.)UK | US96 (1 Wo.)US | NL3 ×2Doppelplatin · (26 Wo.)NL | Erstveröffentlichung: 29. April 2013 Verkäufe: 1.190.000; mit Trevor Guthrie                                                                                                  |                                                                                      |
| 2013 | Beautiful Life Intense                                                                      | — | — | — | — | — | NL29 (8 Wo.)NL | Erstveröffentlichung: 20. September 2013 mit Cindy Alma |                                                                                      |
| 2013 | This Is What It Feels Like (John Ewbank Classical Remix) Intense – The More Intense Edition | — | — | — | — | — | NL20 (11 Wo.)NL | Erstveröffentlichung: 7. November 2013 mit Trevor Guthrie |                                                                                      |
| 2014 | Save My Night Intense – The More Intense Edition                                            | — | — | — | UK85 (1 Wo.)UK | — | NL24 (7 Wo.)NL | Erstveröffentlichung: 6. Januar 2014 |                                                                                      |
| 2014 | Ping Pong A State of Trance 2014                                                            | — | — | — | — | — | — | Erstveröffentlichung: 24. März 2014 |                                                                                      |
| 2015 | Another You Embrace                                                                         | DE75 (4 Wo.)DE | AT55 (1 Wo.)AT | — | — | — | NL8 Platin · (18 Wo.)NL | Erstveröffentlichung: 8. Mai 2015 feat. Mr. Probz |                                                                                      |
| 2015 | Off the Hook Embrace                                                                        | — | — | — | — | — | — | Erstveröffentlichung: 14. September 2015 mit Hardwell |                                                                                      |
| 2015 | Strong Ones Embrace                                                                         | — | — | — | — | — | — | Erstveröffentlichung: 20. Oktober 2015 feat. Cimo Frankel |                                                                                      |
| 2015 | Embargo Embrace                                                                             | — | — | — | — | — | — | Erstveröffentlichung: 22. Oktober 2015 mit Cosmic Gate |                                                                                      |
| 2015 | Heading Up High –                                                                           | — | — | — | — | — | NL12 Platin · (21 Wo.)NL | Erstveröffentlichung: November 2015 feat. Kensington |                                                                                      |
| 2015 | If It Ain’t Dutch –                                                                         | — | — | — | — | — | — | Erstveröffentlichung: 21. Dezember 2015 mit W&W |                                                                                      |
| 2016 | Freefall Balance                                                                            | — | — | — | — | — | — | Erstveröffentlichung: 29. April 2016 feat. BullySongs |                                                                                      |
| 2016 | Embrace                                                                                     | — | — | — | — | — | — | Erstveröffentlichung: 10. Juni 2016 feat. Eric Vloeimans |                                                                                      |
| 2016 | Dominator Old Skool                                                                         | — | — | — | — | — | — | Erstveröffentlichung: 30. Juni 2016 vs. Human Resource |                                                                                      |
| 2016 | The Ultimate Seduction Old Skool                                                            | — | — | — | — | — | — | Erstveröffentlichung: 14. Juli 2016 vs. The Ultimate Seduction |                                                                                      |
| 2016 | Pull Over Old Skool                                                                         | — | — | — | — | — | — | Erstveröffentlichung: 21. Juli 2016 vs. Speedy J |                                                                                      |
| 2016 | The Race A State of Trance: Ibiza 2016                                                      | — | — | — | — | — | — | Erstveröffentlichung: 19. August 2016 mit Dave Winnel |                                                                                      |
| 2016 | Flashlight A State of Trance: Ibiza 2016                                                    | — | — | — | — | — | — | Erstveröffentlichung: 24. November 2016 mit Ørjan Nilsen |                                                                                      |
| 2016 | Great Spirit –                                                                              | DE— GoldDE | — | — | — | — | NL— GoldNL | Erstveröffentlichung: 12. Dezember 2016 mit Vini Vici feat. Highlight Tribe                                                                                                   |                                                                                      |
| 2017 | I Need You Balance                                                                          | — | — | — | — | — | NL13 Platin · (14 Wo.)NL | Erstveröffentlichung: 6. Januar 2017 mit Garibay feat. Olaf Blackwood |                                                                                      |
| 2017 | This Is a Test / The Train A State of Trance 2017                                           | — | — | — | — | — | — | Erstveröffentlichung: 21. April 2017 |                                                                                      |
| 2017 | My Symphony (TBoAO Anthem) The Best of Armin Only                                           | — | — | — | — | — | — | Erstveröffentlichung: 5. Mai 2017 |                                                                                      |
| 2017 | Be in the Moment (ASOT 850 Anthem) A State of Trance 2018                                   | — | — | — | — | — | — | Erstveröffentlichung: 5. Mai 2017 |                                                                                      |
| 2017 | Sunny Days Balance                                                                          | — | — | — | — | — | NL4 ×2Doppelplatin · (26 Wo.)NL | Erstveröffentlichung: 16. Juni 2017 feat. Josh Cumbee |                                                                                      |
| 2017 | You Are A State of Trance: Ibiza 2017                                                       | — | — | — | — | — | — | Erstveröffentlichung: 21. Juli 2017 mit Sunnery James & Ryan Marciano |                                                                                      |
| 2017 | Saint Vitus A State of Trance: Ibiza 2017                                                   | — | — | — | — | — | — | Erstveröffentlichung: 3. August 2017 als Gaia |                                                                                      |
| 2017 | Crossfire A State of Trance: Ibiza 2017                                                     | — | — | — | — | — | — | Erstveröffentlichung: 13. Oktober 2017 als Gaia |                                                                                      |
| 2018 | Sex, Love & Water Balance                                                                   | — | — | — | — | — | NL28 (8 Wo.)NL | Erstveröffentlichung: 2. Februar 2018 feat. Conrad Sewell |                                                                                      |
| 2018 | The Last Dancer Trilogy                                                                     | — | — | — | — | — | — | Erstveröffentlichung: 22. März 2018 vs. Shapov |                                                                                      |
| 2018 | Therapy Balance                                                                             | — | — | — | — | — | NL4 Platin · (25 Wo.)NL | Erstveröffentlichung: 20. April 2018 feat. James Newman |                                                                                      |
| 2018 | Blah Blah Blah Balance                                                                      | DE11 ×3Dreifachgold · (35 Wo.)DE | AT15 (21 Wo.)AT | CH44 (19 Wo.)CH | UK— SilberUK | US— GoldUS | NL31 Gold · (6 Wo.)NL | Erstveröffentlichung: 18. Mai 2018 |                                                                                      |
| 2018 | United A State of Trance: Ibiza 2018                                                        | — | — | — | — | — | — | Erstveröffentlichung: 3. August 2018 mit Vini Vici & Alok feat. Zafrir |                                                                                      |
| 2018 | Our Origin Trilogy                                                                          | — | — | — | — | — | — | Erstveröffentlichung: 7. September 2018 mit Shapov |                                                                                      |
| 2018 | You Are Too Trilogy                                                                         | — | — | — | — | — | — | Erstveröffentlichung: 19. September 2018 mit Sunnery James & Ryan Marciano |                                                                                      |
| 2018 | Wild Wild Son Balance                                                                       | — | — | — | — | — | NL12 Platin · (18 Wo.)NL | Erstveröffentlichung: 19. Oktober 2018 feat. Sam Martin |                                                                                      |
| 2018 | Lifting You Higher (ASOT 900 Anthem) A State of Trance 2019                                 | — | — | — | — | — | — | Erstveröffentlichung: 26. Oktober 2018 |                                                                                      |
| 2018 | Ready to Rave –                                                                             | — | — | — | — | — | — | Erstveröffentlichung: 3. Dezember 2018 mit W&W |                                                                                      |
| 2019 | Repeat After Me –                                                                           | — | — | — | — | — | — | Erstveröffentlichung: 16. Januar 2019 mit Dimitri Vegas & Like Mike & W&W |                                                                                      |
| 2019 | Show Me Love Balance                                                                        | — | — | — | — | — | — | Erstveröffentlichung: 1. Februar 2019 mit Above & Beyond |                                                                                      |
| 2019 | Lonely For You Balance                                                                      | — | — | — | — | — | — | Erstveröffentlichung: 15. Februar 2019 feat. Bonnie McKee |                                                                                      |
| 2019 | Turn It Up Balance                                                                          | — | — | — | — | — | — | Erstveröffentlichung: 15. Februar 2019 |                                                                                      |
| 2019 | Don’t Give Up on Me Balance                                                                 | — | — | — | — | — | — | Erstveröffentlichung: 29. März 2019 mit Lucas & Steve feat. Josh Cumbee |                                                                                      |
| 2019 | La Résistance de l’Amour Balance                                                            | — | — | — | — | — | — | Erstveröffentlichung: 12. April 2019 vs. Shapov |                                                                                      |
| 2019 | Phone Down Balance                                                                          | — | — | — | — | — | — | Erstveröffentlichung: 19. April 2019 mit Garibay |                                                                                      |
| 2019 | Hoe het danst –                                                                             | — | — | — | — | — | NL1 ×3Dreifachplatin · (30 Wo.)NL | Erstveröffentlichung: 8. Mai 2019 mit Marco Borsato & Davina Michelle |                                                                                      |
| 2019 | Revolution Balance                                                                          | — | — | — | — | — | — | Erstveröffentlichung: 6. Juni 2019 mit Luke Bond feat. Karra |                                                                                      |
| 2019 | Something Real Balance                                                                      | — | — | — | — | — | NL26 (16 Wo.)NL | Erstveröffentlichung: 12. Juli 2019 mit Avian Grays feat. Jordan Shaw |                                                                                      |
| 2019 | Cosmos A State of Trance: Ibiza 2019                                                        | — | — | — | — | — | — | Erstveröffentlichung: 26. Juli 2019 als Rising Star feat. Alexandra Badoi |                                                                                      |
| 2019 | Stickup Balance                                                                             | — | — | — | — | — | — | Erstveröffentlichung: 9. August 2019 |                                                                                      |
| 2019 | Waking Up With You Balance                                                                  | — | — | — | — | — | — | Erstveröffentlichung: 6. September 2019 feat. David Hodges |                                                                                      |
| 2019 | Mr. Navigator Balance                                                                       | — | — | — | — | — | — | Erstveröffentlichung: 13. September 2019 mit Tempo Giusto |                                                                                      |
| 2019 | It Could Be Balance                                                                         | — | — | — | — | — | — | Erstveröffentlichung: 20. September 2019 mit Inner City |                                                                                      |
| 2019 | High on Your Love Balance                                                                   | — | — | — | — | — | — | Erstveröffentlichung: 27. September 2019 feat. James Newman |                                                                                      |
| 2019 | Don’t Let Me Go Balance                                                                     | — | — | — | — | — | — | Erstveröffentlichung: 4. Oktober 2019 feat. Matluck |                                                                                      |
| 2019 | All Comes Down Balance                                                                      | — | — | — | — | — | — | Erstveröffentlichung: 11. Oktober 2019 feat. Cimo Fränkel |                                                                                      |
| 2019 | Unlove You Balance                                                                          | — | — | — | — | — | NL32 (5 Wo.)NL | Erstveröffentlichung: 18. Oktober 2019 feat. Ne-Yo |                                                                                      |
| 2019 | Million Voices Balance                                                                      | — | — | — | — | — | — | Erstveröffentlichung: 25. Oktober 2019 |                                                                                      |
| 2019 | Let the Music Guide You (ASOT 950 Anthem) Balance                                           | — | — | — | — | — | — | Erstveröffentlichung: 22. November 2019 |                                                                                      |
| 2020 | Leka –                                                                                      | — | — | — | — | — | — | Erstveröffentlichung: 27. März 2020 mit Super8 & Tab |                                                                                      |
| 2020 | This I Vow –                                                                                | — | — | — | — | — | — | Erstveröffentlichung: 3. April 2020 mit MaRLo feat. Mila Josef |                                                                                      |
| 2020 | Still Better Off –                                                                          | — | — | — | — | — | — | Erstveröffentlichung: 10. April 2020 mit Tom Staar feat. Mosimann |                                                                                      |
| 2020 | Punisher –                                                                                  | — | — | — | — | — | — | Erstveröffentlichung: 17. April 2020 mit Fatum |                                                                                      |
| 2020 | All on Me –                                                                                 | — | — | — | — | — | — | Erstveröffentlichung: 24. April 2020 mit Brennan Heart feat. Andreas Moe |                                                                                      |
| 2020 | Feel Something –                                                                            | — | — | — | — | — | NL25 (18 Wo.)NL | Erstveröffentlichung: 6. November 2020 feat. Duncan Laurence |                                                                                      |
| 2021 | Leave a Little Love –                                                                       | — | — | — | — | — | NL23 Gold · (13 Wo.)NL | Erstveröffentlichung: 16. April 2021 mit Alesso |                                                                                      |
| 2021 | Hold On –                                                                                   | — | — | — | — | — | NL13 Gold · (18 Wo.)NL | Erstveröffentlichung: 10. September 2021 mit Davina Michelle |                                                                                      |
| 2022 | Come Around Again Feel Again                                                                | — | — | — | — | — | NL13 (23 Wo.)NL | Erstveröffentlichung: 8. April 2022 mit Billen Ted feat. JC Stewart |                                                                                      |
| 2024 | Larger Than Life –                                                                          | — | — | — | — | — | NL11 (19 Wo.)NL | Erstveröffentlichung: 31. Mai 2024 mit Chef’Special |                                                                                      |

## Videoalben
| Jahr | Titel Musiklabel                              | Anmerkungen |
| ---- | --------------------------------------------- | ----------- |
| 2006 | Armin Only – The Next Level Armada Music      |             |
| 2007 | Armin Only – Ahoy’ 2006 Armada Music          | 2 DVDs      |
| 2008 | Armin Only – Imagine Armada Music             | 2 DVDs      |
| 2009 | The Music Videos 1997–2009 Armada Music       | CD+DVD      |
| 2011 | Armin Only – Mirage Armada Music              | DVD+Blu-Ray |
| 2014 | Armin Only – Intense „The Music“ Armada Music | CD+DVD      |

## Statistik

### Chartauswertung
|                     | DE    | AT    | CH    | UK    | US    | Dance        | NL     |
| ------------------- | ----- | ----- | ----- | ----- | ----- | ------------ | ------ |
| Nummer-eins-Alben   | DE—DE | AT—AT | CH—CH | UK—UK | US—US | Dance—Dance  | NL2NL  |
| Top-10-Alben        | DE—DE | AT—AT | CH—CH | UK—UK | US—US | Dance14Dance | NL7NL  |
| Alben in den Charts | DE6DE | AT4AT | CH3CH | UK1UK | US2US | Dance33Dance | NL16NL |

|                       | DE    | AT    | CH    | UK    | US    | NL     |
| --------------------- | ----- | ----- | ----- | ----- | ----- | ------ |
| Nummer-eins-Singles   | DE—DE | AT—AT | CH—CH | UK—UK | US—US | NL1NL  |
| Top-10-Singles        | DE—DE | AT1AT | CH—CH | UK1UK | US—US | NL6NL  |
| Singles in den Charts | DE4DE | AT3AT | CH2CH | UK8UK | US1US | NL40NL |

## Auszeichnungen für Musikverkäufe
| 2× Silberne Schallplatte - Europa (Impala) - 2014: für das Album Intense Goldene Schallplatte - Belgien - 2013: für die Single This Is What It Feels Like - 2019: für die Single Blah Blah Blah - Dänemark - 2020: für die Single Great Spirit - 2025: für die Single This Is What It Feels Like - Deutschland - 2023: für die Autorenbeteiligung Null auf 100 (Helene Fischer) - Griechenland - 2025: für die Single In and Out of Love - Italien - 2021: für die Single Blah Blah Blah - Kanada - 2019: für die Single Blah Blah Blah - Norwegen - 2020: für die Single Blah Blah Blah - Polen - 2010: für das Album Mirage - 2011: für das Videoalbum Armin Only – Mirage - 2013: für das Album Intense - 2023: für die Single Come Around Again - Russland - 2009: für das Album A State of Trance 2009 - 2011: für das Album A State of Trance Year Mix 2010 - 2012: für das Album A State of Trance 2012 - Schweden - 2015: für die Single Another You - Spanien - 2024: für die Single Blah Blah Blah | Platin-Schallplatte - Australien - 2013: für die Single This Is What It Feels Like - Dänemark - 2020: für die Single Blah Blah Blah - Europa (Impala) - 2014: für die Single This Is What It Feels Like - Frankreich - 2020: für die Single Blah Blah Blah - Italien - 2014: für die Single This Is What It Feels Like - Russland - 2010: für das Album A State Of Trance 2010 - 2010: für das Album Mirage - 2011: für das Album A State Of Trance 2011 - Schweden - 2019: für die Single Great Spirit 3× Platin-Schallplatte - Kanada - 2016: für die Single This Is What It Feels Like 6× Platin-Schallplatte - Belgien - 2021: für die Single Hoe het danst |

Anmerkung: Auszeichnungen in Ländern aus den Charttabellen bzw. Chartboxen sind in ebendiesen zu finden.
| Land/RegionAuszeichnungen für Musikverkäufe (Land/Region, Auszeichnungen, Verkäufe, Quellen) | Silber     | Gold       | Platin       | Verkäufe  | Quellen              |
| -------------------------------------------------------------------------------------------- | ---------- | ---------- | ------------ | --------- | -------------------- |
| Australien (ARIA)                                                                            | —          | —          | Platin1      | 70.000    | aria.com.au          |
| Belgien (BRMA)                                                                               | —          | 2× Gold2   | 6× Platin6   | 185.000   | ultratop.be          |
| Dänemark (IFPI)                                                                              | —          | 2× Gold2   | Platin1      | 180.000   | ifpi.dk              |
| Deutschland (BVMI)                                                                           | —          | 4× Gold4   | Platin1      | 1.150.000 | musikindustrie.de    |
| Europa (Impala)                                                                              | 2× Silber2 | —          | Platin1      | (440.000) | Einzelnachweise      |
| Frankreich (SNEP)                                                                            | —          | —          | Platin1      | 200.000   | snepmusique.com      |
| Griechenland (IFPI)                                                                          | —          | Gold1      | —            | 10.000    | Einzelnachweise      |
| Italien (FIMI)                                                                               | —          | Gold1      | Platin1      | 65.000    | fimi.it              |
| Kanada (MC)                                                                                  | —          | Gold1      | 3× Platin3   | 280.000   | musiccanada.com      |
| Niederlande (NVPI)                                                                           | —          | 8× Gold8   | 12× Platin12 | 835.000   | nvpi.nl              |
| Norwegen (IFPI)                                                                              | —          | Gold1      | —            | 30.000    | ifpi.no              |
| Polen (ZPAV)                                                                                 | —          | 4× Gold4   | —            | 50.000    | olis.pl              |
| Russland (NFPF)                                                                              | —          | 3× Gold3   | 3× Platin3   | 70.000    | Einzelnachweise      |
| Schweden (IFPI)                                                                              | —          | Gold1      | Platin1      | 100.000   | sverigetopplistan.se |
| Spanien (Promusicae)                                                                         | —          | Gold1      | —            | 30.000    | elportaldemusica.es  |
| Vereinigte Staaten (RIAA)                                                                    | —          | Gold1      | —            | 500.000   | riaa.com             |
| Vereinigtes Königreich (BPI)                                                                 | Silber1    | —          | Platin1      | 800.000   | bpi.co.uk            |
| Insgesamt                                                                                    | 3× Silber3 | 31× Gold31 | 32× Platin32 |           |                      |